# Schizozygia coffaeoides
Schizozygia coffaeoides är en oleanderväxtart som beskrevs av Henri Ernest Baillon. Schizozygia coffaeoides ingår i släktet Schizozygia och familjen oleanderväxter. Inga underarter finns listade i Catalogue of Life.